# 신라묘진
신라묘진(일본어: 新羅明神)은 한국의 고대 왕국의 명칭인 신라에서 유래한 것으로 추정되는 일본의 묘진이다.

## 역사
858년, 당나라에서의 유학을 마친 일본의 승려 엔닌이 귀국할 때 배에서 나타나 그의 호법신이 되어주겠다고 했다고 한다. 이후 그는 그 모습을 묘진상으로 온조사(園城寺) 경내의 신라선신당에 안치했다.